# Женская сборная Бельгии по кёрлингу
Женская сборная Бельгии по кёрлингу — представляет Бельгию на международных соревнованиях по кёрлингу. Управляющей организацией выступает Ассоциация кёрлинга Бельгии (нем. Belgisch Curling Bond, фр. Association Belge de Curling, англ. Belgium Curling Association).

## Результаты выступлений

### Чемпионаты Европы
| Год       | Игры           | Победы         | Поражения      | Место          |
| --------- | -------------- | -------------- | -------------- | -------------- |
| 1975—2010 | не участвовали | не участвовали | не участвовали | не участвовали |
| 2011      | 4              | 1              | 3              | 25             |
| 2012—2019 | не участвовали | не участвовали | не участвовали | не участвовали |
| 2021      | 8              | 1              | 7              | 22             |
| 2022      | 9              | 4              | 5              | 16             |
| 2023      | 9              | 1              | 8              | 19             |
| 2024      | 9              | 3              | 6              | 25             |
| 2025      | 6              | 1              | 5              | 6 (див. С)     |

В чемпионатах Европы 2011, 2021, 2024, 2025 сборная Бельгии выступала в дивизионе «С», в чемпионатах Европы 2022, 2023 в дивизионе «B». В колонке Место указаны итоговые позиции команды с учётом общей классификации.